# رمی پیلوت
رمی پیلوت (انگلیسی: Rémi Pillot؛ زادهٔ ۲۷ ژوئیهٔ ۱۹۹۰) بازیکن فوتبال اهل بلژیک است.
از باشگاه‌هایی که در آن بازی کرده‌است می‌توان به باشگاه فوتبال نانسی و باشگاه فوتبال کورتریک اشاره کرد.
وی همچنین در تیم‌های ملی فوتبال زیر ۱۹ سال فرانسه و زیر ۲۰ سال فرانسه بازی کرده‌است.